# Кински, Антонин (футболист, 2003)
Антонин Кински (чеш. Antonín Kinský; родился 13 марта 2003 года, Прага, Чехия) — чешский футболист, вратарь клуба «Тоттенхэм Хотспур». Сын бывшего вратаря сборной Чехии и «Сатурна» Антонина Кински. Неоднократно назывался одним из самых перспективных молодых голкиперов Чехии.

## Ранняя карьера и развитие
Антонин Кински родился в Праге в семье футбольного вратаря Антонина Кински. В детстве он много времени проводил на базе российского футбольного клуба «Сатурн», за который тогда играл его отец. Сам он начал свою футбольную карьеру в академии «Темпо Прага» и затем прошел через «Богемианс 1905» и «Дуклу», где методы подготовки вратарей оказали большое влияние на его развитие.
До 16 лет Антонин периодически играл на позиции правого защитника, что позволило ему значительно улучшить игру ногами — одна из ключевых особенностей его стиля. Помимо футбольного таланта, он проявлял стремление к самосовершенствованию — в 14 лет Кински самостоятельно попросил своего отца нанять ему личного тренера по физической подготовке. Кроме того, он серьезно занимался академической программой, обучаясь в средней школе с углубленным изучением трех языков.
Антонин прошел стажировки в «Манчестер Сити» и «Аяксе», которые заметили его талант на международных турнирах.

## Клубная карьера
В 2021 году Кински подписал контракт с пражской «Славией». В сезоне 2023/2024 отправился в аренду в «Пардубице». Его аренда началась с трудностей: во втором матче он получил красную карточку и был дисквалифицирован на четыре игры. Несмотря на проблемы в первой половине сезона, связанные с дисквалификацией и травмой, вратарь показал отличные результаты во второй половине, проведя шесть «сухих» матчей и помог клубу сохранить место в высшем дивизионе.
Летом 2024 года Кински вернулся в «Славию», где получил шанс стать основным голкипером после травмы ведущего вратаря команды, Йиндржиха Станека. 21 июля 2024 года он дебютировал в чемпионате Чехии в ничейном матче против «Словацко», а вскоре после этого дебютировал в Лиге чемпионов УЕФА, где его команда победила бельгийский клуб «Юнион Сент-Жиллуаз».
В январе 2025 года подписал шестилетний контракт с английским клубом «Тоттенхэм Хотспур». В дебютном матче помог лондонцам обыграть «Ливерпуль» (1:0) в первом полуфинальном матче Кубка английской лиги.

## Международная карьера
Кински представлял сборные Чехии различных возрастных категорий, начиная с U15. Он дебютировал за сборную U21 в ноябре 2022 года в матче против Норвегии.